# Schulhaus Zobbenitz

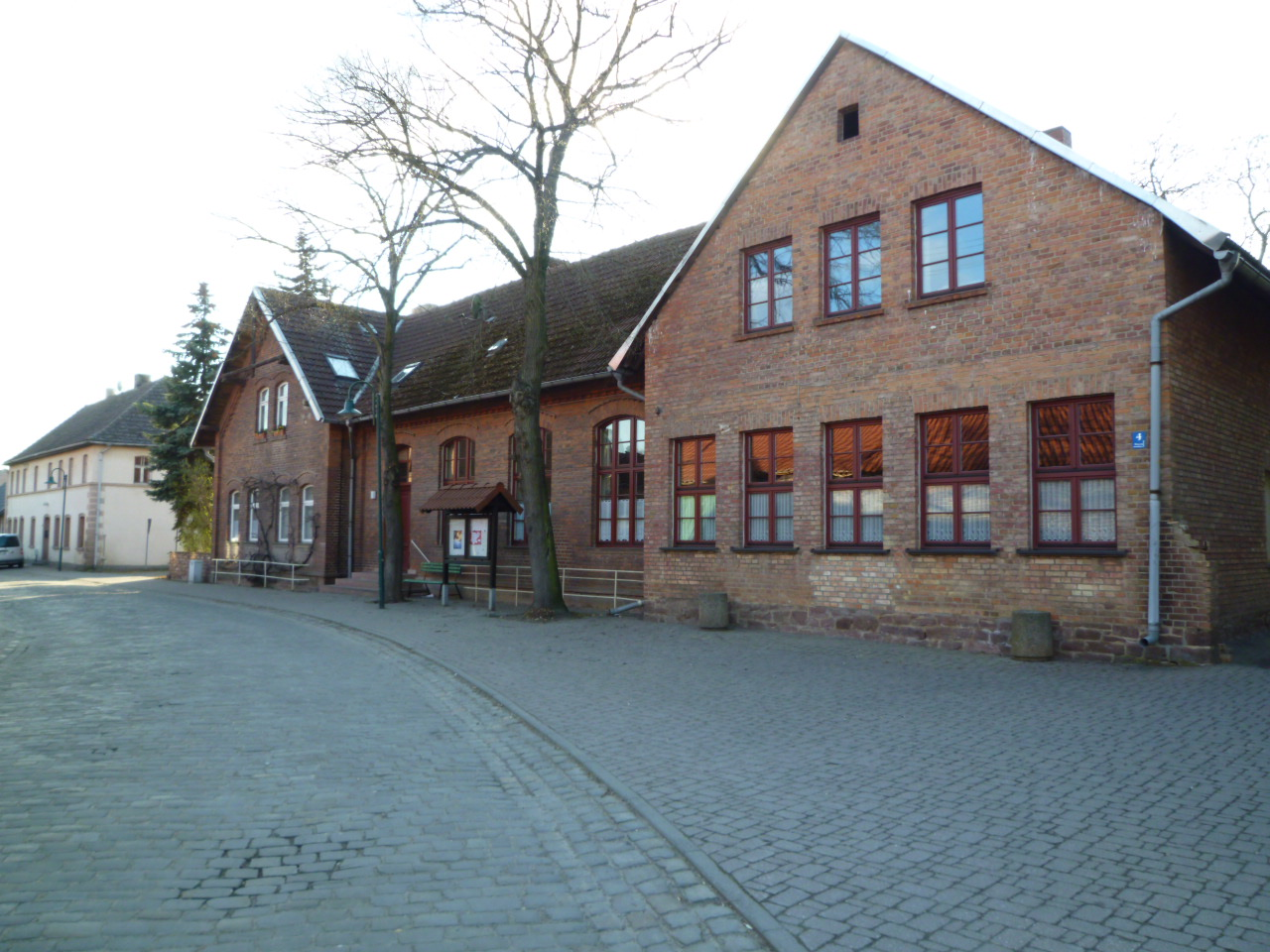
Schulhaus in Zobbenitz

Das denkmalgeschützte Schulhaus Zobbenitz befindet sich im Calvörder Ortsteil Zobbenitz in der Mittelstraße 4.

## Architektur und Geschichte
Das Schulhaus befindet sich südlich neben der Fachwerk-Dorfkirche St. Anna an der Hauptdurchgangsstraße in ortsbildprägender Lage unweit des Dorfangers. Dieser großzügige Baukörper in Klinkertechnik, typischer Schulbau, besteht aus zwei der Straße giebelseitig zugewandten, eineinhalbgeschossigen Gebäude, verbunden durch einen Zwischentrakt. Das Gebäude entstand Anfang des 19. Jahrhunderts und ist vor allem städtebaulich wichtig, zugleich ist dieser Bau Zeugnis für die Dorfschularchitektur und die dörfliche Kulturgeschichte. 1999 wurde aus dem ehemaligen Schulhaus ein Vereinshaus.